# Édouard Cissé
Pour les articles homonymes, voir Cissé.
Édouard Cissé, né le 30 mars 1978 à Pau (Pyrénées-Atlantiques), est un footballeur franco-sénégalais qui évoluait au poste de milieu de terrain. 
Il est depuis août 2021 consultant Ligue 1 pour la chaîne Amazon Prime Video.

## Biographie
Édouard Cissé est né en Béarn, d'une mère basque et d'un père sénégalais, déclarant: "Si je pouvais, j’aurais pris les trois maillots : basque, français et sénégalais". Il revendique son attachement à la ville de Pau, et que son club de cœur est le Pau FC,. 
Alors qu'il commence le football à huit ans à l'ASL Billère, en Poussin 2e année, il se passionne pour le football avec les autres enfants de son quartier, le Triangle.  
Il a côtoyé les frères kayakistes Patrice Estanguet & Tony Estanguet dans son enfance.  
En 2007, il annonce publiquement son envie de retourner au Pau FC en cas de montée en Ligue 2.  

### Formation au Pau FC
En 1994, il intègre l'effectif du Pau FC où il arrive à l'âge de 16 ans. Il effectuera une saison avec l'équipe senior (1996-97). Il tape dans l'œil des sélectionneurs de l'équipe de France des moins de vingt ans.

### Débuts dans la capitale (1997-2007)
En 1997, il s'engage avec le PSG. À 19 ans et pour sa première année d'apprentissage il joue son premier match professionnel le 5 octobre contre Nantes pour la dixième journée de D1. Il joue tout de même 15 matchs toutes compétitions confondues et écrit la première ligne de son palmarès en remportant la Coupe de la Ligue. L'année suivante, il est prêté à Rennes afin de gagner du temps de jeu. Coaché par un tout jeune entraîneur, Paul Le Guen, dont il a la confiance, il joue 28 matchs de championnat dont le premier dès la première journée de championnat contre Auxerre. Il marque le premier but de sa carrière le 17 octobre suivant contre Nancy.
Pour son retour en 1999, il joue une bonne partie de la saison mais n'est pas considéré comme titulaire, Philippe Bergeroo préférant le duo Pierre Ducrocq-Jay-Jay Okocha. L'équipe termine deuxième du championnat et finaliste de la Coupe de la Ligue. 
La saison suivante, en contact avec la Real Sociedad, le PSG refuse de le céder, alors que la concurrence se fait plus rude à Paris avec l'arrivée de Peter Luccin : « On me fait visiter le stade, la ville ; on me donne la possibilité d'habiter à la frontière et les dirigeants recherchent une école artistique pour ma femme : bref, la totale pour me convaincre de signer… sans parler du salaire qu'on me propose qui me fait réaliser que le foot est devenu mon métier, même si pour moi il restera toujours avant tout une passion. » Le club joue la Ligue des champions et après quatre mois de compétition Philippe Bergeroo est remplacé par Luis Fernandez. Le PSG termine en milieu de tableau.
Lors de la saison 2001-2002, le club joue et gagne la Coupe Intertoto et se qualifie pour la Coupe UEFA. Il marque son premier but avec le club de la capitale le 27 janvier 2001 contre Lens. Édouard Cissé, désormais en concurrence avec Jay-Jay Okocha, Hugo Leal et Mikel Arteta, est régulièrement titularisé mais sa saison est marquée par des problèmes relationnels avec Luis Fernandez. Le club termine quatrième et il demande à partir.

### Prêts à West Ham puis Monaco (2002-2004)
Édouard Cissé connait alors sa première expérience à l'étranger à West Ham. Malgré la descente du club, il réalise une bonne saison, avec 25 matchs de Premier League.
Repéré par Didier Deschamps, entraîneur de l'AS Monaco, il est prêté pour se relancer sur "le Rocher". Il joue son premier match sous le maillot de la principauté dès la première journée de championnat contre Bordeaux puis marque contre Toulouse le 27 septembre suivant. Il réalise une saison pleine et réalise avec son club de belles performances en Ligue des champions : il inscrit deux buts au cours de la campagne européenne, dont le premier à Eindhoven pour une victoire historique au Philips Stadion. Il marque son deuxième but contre La Corogne sur une frappe en course après une percée individuelle, dernier but de la victoire 8-3 de l'AS Monaco. 
Alors qu'il brille à l'AS Monaco, il est rappelé par le PSG en fin de saison. De retour dans la capitale, le club est toujours très instable ; il connaît quatre entraîneurs en trois ans (Vahid Halilhodžić, Laurent Fournier, Guy Lacombe et Paul Le Guen). Malgré cette instabilité, Cissé est une valeur sure de l'effectif parisien, où il réalise trois saisons pleines (plus de trente matches par saison). Il gagne notamment la Coupe de France 2006 contre Marseille.

### Deux saisons en Turquie (2007-2009)

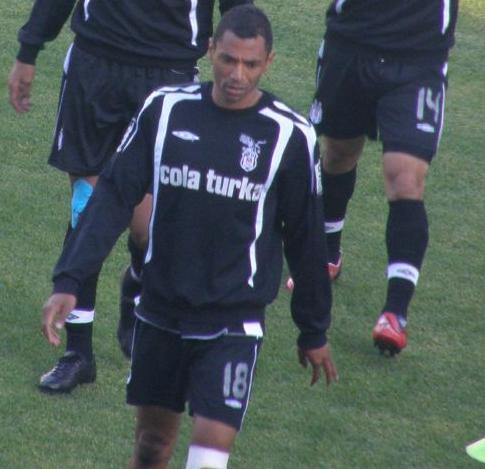
Édouard Cissé avec le Besiktas Istanbul en 2008.

En 2007, il quitte définitivement le PSG pour continuer en Turquie, au Besiktas Istanbul pour deux saisons et deux millions d’euros. Sa première saison est difficile car le Besiktas est éliminé au premier tour de Ligue des champions et le club ne terminant que troisième du championnat derrière les deux autres gros clubs de Turquie : Galatasaray et Fenerbahçe. 
Sa seconde saison est plus réussie. Il réalise le doublé Coupe-Championnat avec son club Besiktas. Il est très apprécié par les supporters stambouliotes.

### Retour en France, à l'Olympique de Marseille (2009-2011)
En juillet 2009, libre de tout contrat, il s'engage avec l'Olympique de Marseille. Didier Deschamps a réussi à convaincre son ancien joueur à Monaco de le rejoindre sur la Canebière. À 31 ans, il signe un contrat de deux saisons. Le 8 août, il participe à son premier match avec ses nouvelles couleurs contre Grenoble en tant que titulaire (2-0). Le 19 septembre suivant, il marque son premier but pour l'OM face à Montpellier (4-2). Le 27 mars 2010, il remporte la Coupe de la Ligue au Stade de France contre les Girondins de Bordeaux 3 buts à 1. Il devient champion de France quelques semaines plus tard. 
Le 28 juillet 2010, pour sa deuxième saison à l'OM, il bat son ancien club, le Paris Saint-Germain lors du Trophée des champions (0-0, 5-4 aux tirs au but) à Radès devant 57 000 spectateurs. Le 17 août 2011, Cissé résilie son contrat d'un commun accord avec l'OM.

### Nouveau défi à Auxerre et retraite (2011-2012)
Libre de tout contrat, Édouard Cissé signe le 18 août 2011 un contrat de deux ans en faveur de l'AJ Auxerre,. Il joue son premier match avec le club bourguignon contre Ajaccio lors de la quatrième journée. Il marque son premier but à Auxerre le 28 janvier 2012 contre Nancy. Auxerre est relégué en fin de saison et Cissé n'est pas conservé par le club.
Edouard Cissé annonce la fin de sa longue carrière après plus de 500 matches professionnels.

### En sélection nationale
Après avoir évolué plusieurs fois en équipe de France espoirs, Cissé reste éligible à être sélectionné par son pays d'origine : le Sénégal. Le 10 octobre 2009, il est convoqué par le sélectionneur des Lions de la Téranga pour disputer un match amical contre la Corée du Sud mais l'OM refuse de le libérer ainsi que ses coéquipiers Mamadou Niang et Souleymane Diawara en raison du long trajet qu'ils seraient amenés à faire vers la Corée. Il ne comptera aucune sélection en équipe nationale A, ni pour la France, ni pour le Sénégal. 
Il déclare par ailleurs son regret de ne pas avoir pu porter le maillot de la sélection basque, pour laquelle il était sélectionnable.

## Carrière
Le tableau ci-dessous retrace la carrière de Édouard Cissé depuis ses débuts :
| Saison                | Club                                 | Championnat           | Championnat | Championnat | Coupe(s) nationale(s) | Coupe(s) nationale(s) | Compétition(s) continentale(s) | Compétition(s) continentale(s) | Compétition(s) continentale(s) | Total | Total |
| Saison                | Club                                 | Division              | M.          | B.          | M.                    | B.                    | Comp.                          | M.                             | B.                             | M.    | B.    |
| 1997-1998             | Paris Saint-Germain                  | Division 1            | 11          | 0           | 8                     | 0                     | C1                             | 3                              | 0                              | 22    | 0     |
| 1998-1999             | Stade rennais FC (prêt)              | Division 1            | 28          | 2           | 5                     | 1                     | -                              | -                              | -                              | 33    | 3     |
| 1999-2000             | Paris Saint-Germain                  | Division 1            | 28          | 0           | 4                     | 0                     | -                              | -                              | -                              | 32    | 0     |
| 2000-2001             | Paris Saint-Germain                  | Division 1            | 26          | 2           | 2                     | 0                     | C1                             | 9                              | 0                              | 37    | 2     |
| 2001-2002             | Paris Saint-Germain                  | Division 1            | 25          | 1           | 5                     | 0                     | CI + C3                        | 8+5                            | 0                              | 43    | 1     |
| 2002-2003             | West Ham United Football Club (prêt) | Premier League        | 25          | 0           | 3                     | 0                     | -                              | -                              | -                              | 28    | 0     |
| 2003-2004             | AS Monaco FC (prêt)                  | Ligue 1               | 31          | 1           | 3                     | 0                     | C1                             | 13                             | 2                              | 47    | 3     |
| 2004-2005             | Paris Saint-Germain                  | Ligue 1               | 31          | 1           | 5                     | 0                     | C1                             | 5                              | 0                              | 41    | 1     |
| 2005-2006             | Paris Saint-Germain                  | Ligue 1               | 31          | 2           | 6                     | 1                     | -                              | -                              | -                              | 37    | 3     |
| 2006-2007             | Paris Saint-Germain                  | Ligue 1               | 34          | 2           | 6                     | 0                     | C3                             | 7                              | 1                              | 47    | 3     |
| 2007-2008             | Beşiktaş JK                          | Süper Lig             | 25          | 2           | 6                     | 1                     | C1                             | 10                             | 0                              | 41    | 3     |
| 2008-2009             | Beşiktaş JK                          | Süper Lig             | 29          | 1           | 7                     | 1                     | C1                             | 4                              | 0                              | 40    | 2     |
| 2009-2010             | Olympique de Marseille               | Ligue 1               | 32          | 1           | 5                     | 0                     | C1+C3                          | 5+3                            | 0                              | 45    | 1     |
| 2010-2011             | Olympique de Marseille               | Ligue 1               | 23          | 0           | 4                     | 0                     | C1                             | 5                              | 0                              | 32    | 0     |
| 2011-2012             | AJ Auxerre                           | Ligue 1               | 28          | 2           | 3                     | 0                     | -                              | -                              | -                              | 31    | 2     |
| Total sur la carrière | Total sur la carrière                | Total sur la carrière | 407         | 17          | 72                    | 4                     | -                              | 77                             | 3                              | 556   | 24    |

## Palmarès

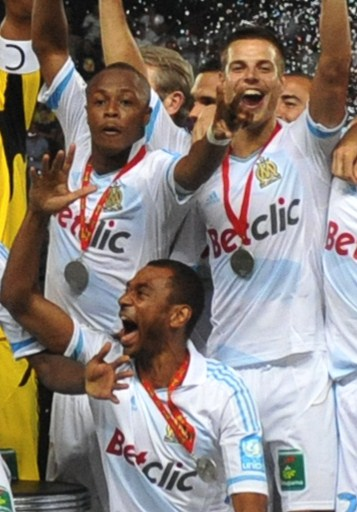
Édouard Cissé, en bas, lors de sa victoire au Trophée des champions 2011.

Il remporte ses premiers trophées avec le Paris SG avec la coupe de la ligue en 1998 et la coupe de France en 2006. Il est également vice-champion de France en 2000, vainqueur de la Coupe Intertoto en 2001 et finaliste du Trophée des champions en 2004.
Prêté à l'AS Monaco, il est finaliste de la ligue des champions
2004 mais battu par le FC Porto.
De passage en Turquie sous les couleurs du Beşiktaş, il remporte la coupe de Turquie en 2009 et le championnat de Turquie en 2009.
De retour en France à l'Olympique de Marseille, il est champion de France en 2010 et vice-champion en 2011. Il remporte la coupe de la ligue à deux reprises en 2010 et en 2011 et le Trophée des champions à deux reprises également en 2010 et 2011.

## Consultant
Entre 2012 et 2015, Édouard Cissé est consultant sportif sur beIN Sports. Il rejoint Canal+ la saison suivante avant d'intégrer l'émission Téléfoot sur TF1 en octobre 2016 à la télévision.
Depuis août 2021 a la télévision, il est consultant Ligue 1 pour la chaîne Amazon Prime Vidéo (France).

## Autres activités
Edouard Cissé est actionnaire du magazine quinzomadaire « Society » depuis 2015.